# جبال الكور
جبل الكور هو أحد القمم الجبلية المعروفة في سلسلة جبال الحجر. ويقع في الجزء الغربي منها والمعروف بجبال الحجر الغربي. 
وقمة جبل الكور تفصل بين منطقة الظاهرة والمنطقة الداخلية بعُمان ويتميز بطبيعة خلابة.يوجد به العدديد من الأشجار مثل الرمان والخوخ والليمون ويمارس السكان في هذا الجبل العديد من الأعمال أهمها الرعي والزراعة.
ويقع هذا الجبل بين جبل مشط وجبل شمس وسلسلة جبال حمراء الدروع. يعتبر الجبل من المناطق التي يقصدها هواة صعود الجبال.